# Captrain Polska

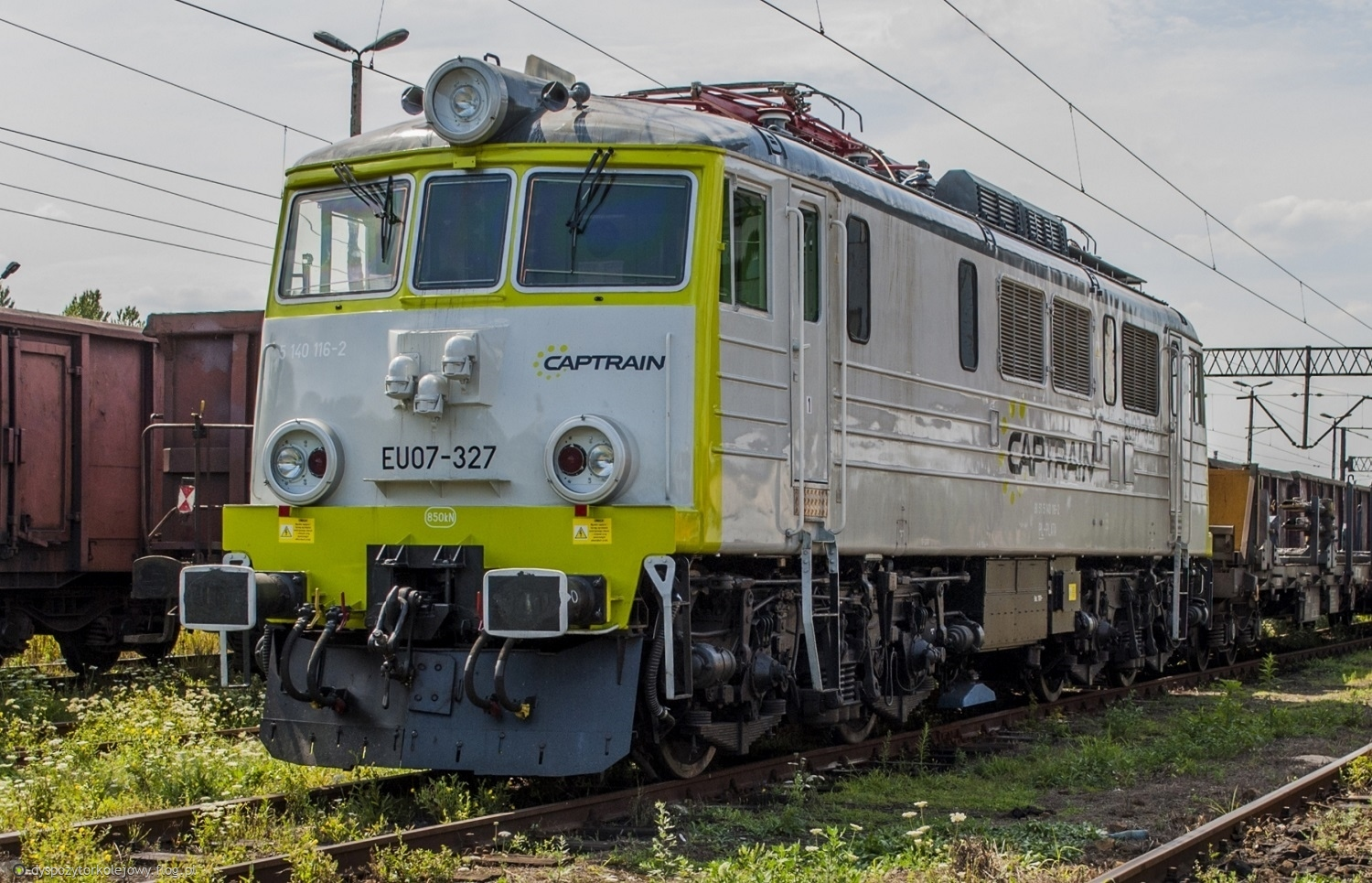
Eine Lokomotive der Captrain Polska

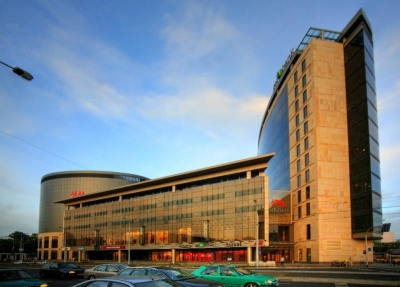
Arkady Wrocławskie (Captrain-Büro in der 12. Etage)

Captrain Polska Sp. z o. o. ist ein polnisches Eisenbahnverkehrsunternehmen mit Sitz in Breslau. Captrain Polska ist ein Tochterunternehmen der  ITL Eisenbahngesellschaft und gehört heute zum Geschäftsbereich Rail Logistics Europe der SNCF. Das Unternehmen wurde 2006 als ITL Polska gegründet. Sämtliche Gesellschaftsanteile an Captrain Polska gingen 2024 von ITL an die Captrain Deutschland über.
Die Transportleistung von Captrain Polska liegt bei knapp einer Milliarde Tonnenkilometer.

## Fuhrpark
Für Captrain Polska fahren 38 Lokomotiven (Traxx, EU07, BR232, SM42/48, M62 und 409Da) und über 100 Güterwagen. In Wołów befindet sich die Werkstatt. 
Die Fahrzeughalterkennzeichnung ist CTPL.